# فجوة رومر
فجوة رومر (بالإنجليزية: Romer's gap)، وهي مثال على فجوة واضحة في سجل مستحاثة رباعيات الأطراف المستخدمة في دراسة علم الأحياء التطوري. وتمثل هذه الفجوات الفترات التي لم يعثر فيها المنقبون على الحفريات ذات الصلة. وقد سميت فجوة رومر على اسم عالم الحفريات ألفريد رومر الذي عرفها لأول مرة. وبدأت اكتشافات حديثة في إسكتلندا لسد هذه الفجوة في معرفة علم الحفريات.

## العصر
تقدر فترة فجوة رومر من حوالي 360 إلى 345 مليون سنة مضت، الموافقة لـ 15 مليون سنة الأولى من العصر الفحمي، المسيسيبي المبكر (بدءًا من التورنايسي والانتقال إلى الفيسان). تشكل الفجوة انقطاعا بين الغابات البدائية والتنوع الكبير للأسماك في نهاية العصر الديفوني والتجمعات المائية والبرية الحديثة من العصر الكربوني المبكر.

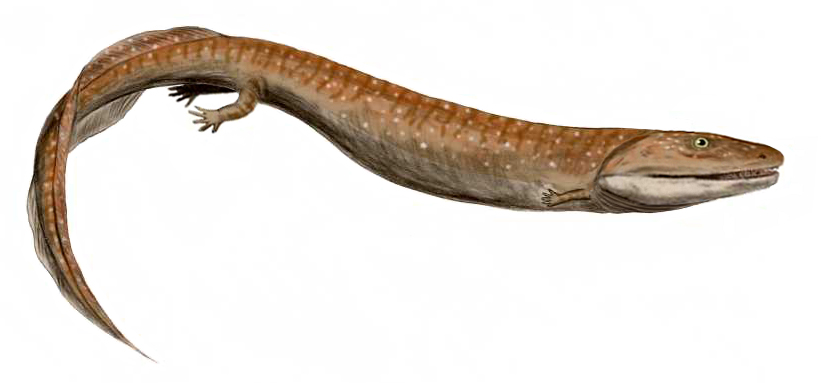
الشرغوف السميك، وهو رباعي الأرجل المائي الغير سلوي الثانوي من فجوة رومر.

## الآلية وراء الفجوة
حدق جدل طويل حول سبب وجود القليل من الحفريات من هذه الفترة الزمنية. توقع البعض أن المشكلة كانت تتعلق بالتحجر نفسه، مما يشير إلى أنه قد تكون هناك اختلافات في الجيوكيمياء في ذلك الوقت لم تساعد تكوين الأحافير. أيضًا، قد يكون السبب بأن المنقّبون لم يحفروا في الأماكن الصحيحة. وقد تم دعم وجود نقطة منخفضة حقيقية في تنوع الفقاريات بأدلة مستقلة، لكن الاكتشافات الأخيرة في الخمسة مواقع جديدة في إسكتلندا قد أسفرت عن أحافير متعددة من رباعيات الأرجل والبرمائيات المبكرة. وقد وافقوا كذلك على قطع الأشجار الدقيقة لجيولوجيا هذه الفترة. ويشير الدليل الجديد إلى أنه -على الأقل محليا- لم تكن هناك فجوة في التنوع أو تغييرات في الكيمياء الجيولوجية للأكسجين.
بينما كانت مفصليات الأرجل على مستمرة قدم وساق قبل الفجوة، وربما تكون بعض رباعيات الأرجل ذات الأصابع قد وصلت إلى الأرض، إلا أنه كان هناك عدد قليل جدا من الأحافير الأرضية أو المائية التي تعود إلى الفجوة نفسها. قدم العمل الأخير في الكيمياء الجيولوجية لحقب الحياة القديمة دليلاً على الواقع البيولوجي لفجوة رومر في كل من الفقاريات الأرضية والمفصليات، وربطها بفترة انخفاض تركيز الأكسجين في الغلاف الجوي، التي تم تحديدها من الكيمياء الجيولوجية الخاصة للصخور التي تشكلت خلال فجوة رومر. ووجود قطع الأشجار الرسوبية الجديد في تكوين بالاغان في إسكتلندا يتحدى ذلك، مما يشير إلى استقرار الأكسجين في جميع أنحاء فجوة رومر.
إن جميع الفقاريات المائية والتي تشمل معظم رباعيات الأرجل خلال العصر الفحمي، قد تعافت من حادثة هانجنبيرج نهاية العصر الديفوني، وحدث انقراض كبير سبق فجوة رومر، والذي قضى على الديناصورات. انقرضت في حادثة هانجنبيرج معظم مجموعات المياه البحرية والعذبة أو تقلصت لأعداد قليلة من السلالات، رغم عدم دقة الآلية للانقراض. قبل الحدث كانت أسماك لحميات الزعانف والأسماك المدرعة التي تسمى لوحيات الأدمة تهيمن على المحيطات والبحيرات. بعد الفجوة، كانت الأسماك شعاعيات الزعانف الحديثة وأسماك القرش وأقاربها هي الأشكال السائدة. وشهدت الفترة أيضا زوال الإكتوستيجيات، أقدم شبيهات الأسماك البرمائيات ولها أكثر من خمسة أصابع.
قلة تنوع الأسماك البحرية، وخاصة الحيوانات المفترسة كاسرة الأصداف، بداية فجوة رومر كان تدعم الوفرة المفاجئة لزنابق البحر من شوكيات الجلد خلال نفس الفترة. وقد أطلق على مرحلة التورنايسي اسم «عصر زنابق البحر». بمجرد أن زادت أعداد الأسماك ذات الزعانف وأسماك القرش كاسرة الأصداف في وقت لاحق في العصر الفحمي، المتزامن مع نهاية فجوة رومر، انخفض تنوع زنابق البحر ذات الدروع الديفونية، باتباع النمط الكلاسيكي لدورة المفترس والفريسة (لوتكا فولتيرا). هناك أدلة متزايدة على أن الأسماك الرئوية ورباعية الأرجل الجذعية والبرمائيات قد تعافت بسرعة وتنوعت في البيئة المتغيرة في نهاية العصر الديفوني وفجوة رومر.

## فجوة الحيوانات

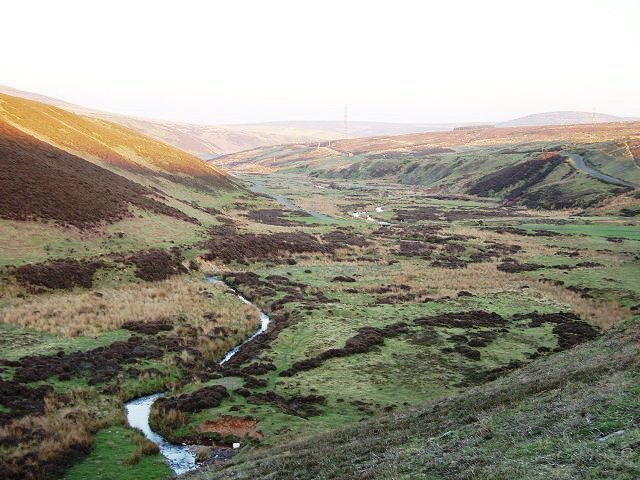
تعتبر ضفة وايتيدر ووتر في إسكتلندا أحد المواقع القليلة المعروفة التي تحمل أحافير رباعيات الأرجل لفجوة رومر.

تم إغلاق الفجوة في سجل رباعيات الأرجل تدريجياً بعد اكتشافات رباعيات الأرجل الكربونية المبكرة مثل البيدربس والشرغوف السميك. يوجد عدد قليل من المواقع التي عثر فيها على حفريات للفقاريات لتساعد في سد الفجوة، مثل محجر شرق كركتون، في باثغيت، في إسكتلندا، وهو موقع أحفوري معروف منذ فترة طويلة تمت زيارته بواسطة «ستانلي وود» في عام 1984 ومنذ ذلك الحين يكشف عن عدد من رباعيات الأرجل القديمة في منتصف العصر الكربوني؛ «قد ظهرت العشرات من رباعيات الأرجل: بالانربتون (مقسومات الفقار)، سيلفانربتون وإلدسيون (عظائيات الفحم القاعدية)، كل ذلك في نسخ متعددة، وسلويات بدائية مذهلة، سحلية غرب لوثيان»، وتقارير مشاريع قديمة. في عام 2016، تم العثور على خمسة أنواع جديدة عبر تشكيل بالغان:بريتودس ابسكونديتس، وكويلوبس هيرما، وأوسيراروس كيرانى، وديبلورادس أوستيمنسس، وأيتونربتون ميكروبس. توفر رباعيات الأرجل الجذعية والبرمائيات دليلاً على الانقسام المبكر بين المجموعتين، والتنويع السريع في العصر الكربوني المبكر.
لكن بقايا رباعيات الأرجل التي من مرحلة التورنايسي من العصر الكربوني، تظل نادرة بالنسبة للأسماك الموجودة في نفس البيئة التي يمكن أن تظهر في تجمعات الموت الكبيرة، وكانت غير معروفة حتى وقت متأخر من المرحلة. تتشابه أسماك التورنايسي في جميع أنحاء العالم في التكوين، تحتوي على أنواع شائعة من الأسماك الزعنفية متشابهة بيئيا، مثل:جذريات الأسنان (لحميات الزعانف)، والقرشيات الشوكية، وأسماك القرش وكاملات الرؤوس.
يشير التحليل الأخير لرواسب الشاطئ الأزرق في نوفا سكوشا إلى أنه «لا يمكن بسهولة تقسيم رباعيات الأرجل المبكرة إلى حيوانات ديفونية وفحمية، مما يشير إلى أن بعض رباعيات الأرجل مرت عبر حدث انقراض نهاية العصر الديفوني دون أن تتأثر».